# فهرست خدایان رومی تولد و دوران کودکی
فهرست خدایان رومی تولد و دوران کودکی (انگلیسی: List of Roman birth and childhood deities) در دین در روم باستان تصور می‌شد که خدایان تولد و دوران کودکی مراقب تمام جنبه‌های لقاح، بارداری، زایمان و رشد کودک هستند. برخی از خدایان اصلی دین روم (فهرست خدایان رومی) کارکردی تخصصی داشتند که در این حوزه از زندگی بشر سهیم بودند، در حالی که خدایان دیگر تنها با نامی که برای ترویج یا جلوگیری از آنها خوانده می‌شدند شناخته می‌شوند. یک اقدام خاص چند مورد از این «الوهیت‌های لحظه‌ای» جزئی در متون باقی‌مانده که تنها توسط الهیات دفاعی مسیحی ذکر شده‌است.